# دیوید سیر
 دیوید سیر (انگلیسی: David Sayre؛ زاده ۲ مارس ۱۹۲۴ درگذشته ۲۳ فوریهٔ ۲۰۱۲) یک دانشمند در زمینه پراش پرتو ایکس و X-ray microscopy اهل ایالات متحده آمریکا بود. 